# Bennoc
Bennoc és una possessió situada a la marina del terme de Llucmajor, Mallorca, en el camí de s'Àguila.
El topònim Bennoc prové de l'àrab Ben, que significa fill de, seguit d'un antropònim aràbic, Noh, que en conjunt significa "Fill de Noè".
La possessió de Bennoc està registrada al Llibre del Repartiment de Mallorca com un rafal musulmà de nom Rahal Abennoch. Tenia 391 quarterades. Des de principis del segle xv fins a mitjans del XVIII fou dels Socies de Llucmajor, i passà després als Llompart. Actualment és propietat de la família Font.
Es dedicava als cultius de l'ametler i la figuera. Actualment es dedica a l'agroturisme.

## Jaciments arqueològics
Hi ha una cova sepulcral de l'edat del bronze antic, la Cova de Bennoc.